# Propedêutica
Propedêutica (do grego προπαίδευσις «instrução preparatória», de προπαιδεύω «instruir antes», composto de προ- «antes» e παιδεύω «instruir») é uma denominação genérica atribuída a um curso ou parte de um curso introdutório de disciplinas em artes, ciências, educação etc. É o que provê ensinamento preparatório ou introdutório, os chamados conhecimentos mínimos. Pode ser definido como um conhecimento necessário para o aprendizado mas sem a proficiência.

## Propedêutica clínica
Em medicina, odontologia, farmácia, veterinária, fonoaudiologia, fisioterapia e enfermagem, refere-se especificamente ao conjunto de dados obtidos sem o uso de procedimentos diagnósticos específicos, via observação, palpação, medida de temperatura e outros exames simples e inespecíficos.
Na medicina entende-se por propedêutica o conjunto de técnicas utilizadas para a elaboração de uma base a partir da qual o médico se orienta para chegar a um diagnóstico.  As técnicas envolvem:  informações orais; dados de exame físico; outros exames norteados pelo volume de conhecimento coletado.  Todos auxiliam na obtenção de um diagnóstico final.

## Propedêutica em enfermagem
Propedêutica em enfermagem tem como objetivo fazer com que a equipe de enfermagem realize a correta história clínica do paciente, além do diagnóstico de enfermagem, a prescrição da assistência, a evolução e as anotações de enfermagem, este processo é sistemático pelo fato de envolver a utilização de uma abordagem organizada para alcançar seu propósito. A Sistematização da Assistência de Enfermagem (SAE), faz parte da propedêutica em enfermagem, e é uma atividade privativa do enfermeiro, que através de um método e estratégia de trabalho científico, com a utilização de instrumentos e aparelhos necessários realiza o exame físico, faz a identificação das situações de saúde/doença, subsidiando a prescrição e implementação das ações de Assistência de Enfermagem, que possam contribuir para a promoção, prevenção, recuperação e reabilitação em saúde do indivíduo, família e comunidade.

## Propedêutico na religião
Na Igreja Católica Apostólica Romana, desde o Concílio de Trento, criou os seminários propedêuticos, com a missão de introduzir o candidato ao sacerdócio para os seguintes cursos: Filosofia e Teologia.

## Propedêutica em linguística
Em linguística, refere-se especificamente à facilidade natural que alunos que aprenderam em primeiro lugar o Esperanto e posteriormente uma língua estrangeira atingiram ao final do mesmo tempo um domínio maior da segunda língua.. Ver também valor propedêutico do esperanto